# 新潟県立加茂高等学校
新潟県立加茂高等学校（にいがたけんりつ かもこうとうがっこう）は、新潟県加茂市幸町一丁目に所在する県立高等学校。通称かもこう。

## 沿革
- 1923年4月17日 - 加茂町立加茂実科高等女学校として開校。
- 1928年4月1日 - 加茂町立加茂高等女学校と改称。
- 1942年1月 - 県へ移管、新潟県立加茂高等女学校と改称。
- 1948年4月1日 - 学制改革により新潟県立加茂女子高等学校となる。
- 1949年4月1日 - 男女共学開始により新潟県立加茂高等学校と改称。
- 1970年4月 - 現校舎竣工、現在地へ移転。
- 2003年10月 - 創立80周年記念式典挙行。

## 校歌
校歌は作詞：手塚義明、作曲：信時潔により制作された。

## 交通
- JR信越本線 加茂駅西口より北西へ徒歩約15分

## 学校行事
- 4月 - 入学式、1学期始業式、対面式
- 5月 - 生徒総会、高体連地区大会、中間考査
- 6月 - 高体連県大会、体育祭、小文化祭
- 7月 - 期末考査、スポーツ大会、1学期終業式
- 8月 - 夏季補習
- 9月 - 2学期始業式
- 10月 - 加茂高祭（文化祭）、中間考査
- 11月 - 生徒会役員選挙
- 12月 - 期末考査、2年修学旅行、2学期終業式
- 1月 - 3学期始業式、センター試験、3年学年末考査
- 3月 - 1・2年学年末考査、卒業式、3学期終業式

## 部活動

### 運動部
- 野球部
- テニス部
- バドミントン部
- バスケットボール部
- バレーボール部
- 体操部
- 陸上部
- 山岳部
- 卓球部
- サッカー部
- 剣道部

### 文化部
- 天文部
- ブラスバンド部
- 合唱部
- 英語部
- 救急法部
- 書道部
- 美術部
- 写真部
- 茶道部
- 華道部
- 箏曲部
- 放送部
- 演劇部

### 同好会
- 映画同好会
- ロック同好会
- 創作同好会
- 家庭同好会
- ボクシング同好会

## 著名な出身者
- 浅見直（新潟青陵大学

教授・医学博士） 
- 菊田真紀子（現衆議院議員：新潟県第4区選出）
- 樋口可南子（女優）
- 一輝慎（元宝塚歌劇団星組男役）